# Christian Pömer
Christian Pömer (né le 21 septembre 1977 à Linz) est un coureur cycliste et directeur sportif autrichien. Coureur durant les années 2000, il est directeur sportif de l'équipe Bora-Hansgrohe depuis 2013.

## Biographie
Christian Pömer commence le cyclisme à l'âge de douze ans. En 1993, il représente l'Autriche  son pays au Festival olympique de la jeunesse européenne (FOJE), aux Pays-Bas.
En 2000, il participe aux Jeux paralympiques de Sydney en tant que pilote du cycliste aveugle Franz Engleder en tandem. Ils prennent la onzième place.
Il met fin à sa carrière de coureur après la saison 2007, à l'âge de 30 ans. Après des études en management du sport, il intègre en 2011 l'équipe Gourmetfein-Simplon, d'abord en tant qu'attaché de presse, puis manager. Au deuxième semestre de 2013, il devient directeur sportif au sein de l'équipe NetApp-Endura.